# Tweede Kamerverkiezingen 2006/Kandidatenlijst/Partij voor Nederland
Op 1 oktober 2006 maakte lijsttrekker Hilbrand Nawijn de kandidatenlijst voor de Tweede Kamerverkiezingen 2006 van de Partij voor Nederland bekend.

## De lijst
1. Hilbrand Nawijn - 3.135
2. Berthoo Lammers - 340
3. Mariëtte van Leeuwen - 289
4. Willem van der Velden - 86
5. Mischa Marthera - 98
6. Helen Vos - 113
7. Sjef Simons - 69
8. Fred Dekker - 33
9. Arnoud van Doorn - 64
10. Baron Olaf van Boetzelaer - 43
11. Paul Meijer - 34
12. Jonkheer Paul Just de la Paisières - 18
13. Khalid Ahmed Chaudry - 329
14. Frederik van Zweeden - 14
15. Ruby Ketting Olivier - 41
16. Margaux Lelijveld - 18
17. Henk Schattenberg - 24
18. Ron Kraft - 13
19. Ageeth Dik - 37
20. George Talens - 18
21. Rein Kuiper - 14
22. Bouke Vaatstra - 22
23. Serge Den Hoed - 45
24. Jos Hendriks - 19
25. Tjeerd Sleeswijk Visser - 94

CDA · PvdA · VVD · SP · Fortuyn · GroenLinks · D66 · ChristenUnie · SGP · Nederland Transparant · PvdD · EénNL · PVV · Lijst 14 · Partij voor Nederland · CDDP · LibDem · VSP · Ad Bos Collectief · GVIP · Lijst 21 · Tamara's Open Partij · Solide Multiculturele Partij · hetZeteltje